# Castellcir (kommunhuvudort)
Castellcir är en kommunhuvudort i Spanien.   Den ligger i provinsen Província de Barcelona och regionen Katalonien, i den östra delen av landet, 500 km öster om huvudstaden Madrid. Castellcir ligger 720 meter över havet och antalet invånare är 546.
Terrängen runt Castellcir är huvudsakligen kuperad, men den allra närmaste omgivningen är platt. Runt Castellcir är det ganska tätbefolkat, med 86 invånare per kvadratkilometer. Närmaste större samhälle är Granollers, 19,9 km sydost om Castellcir. I omgivningarna runt Castellcir växer i huvudsak blandskog.